# Campionati italiani di triathlon del 2019
I Campionati italiani di triathlon del 2019 (XXXI edizione) sono stati organizzati dalla Federazione Italiana Triathlon e si sono tenuti a Cervia in Emilia-Romagna, in data 12 ottobre 2019.
Tra gli uomini ha vinto Michele Sarzilla (Raschiani Tri Pavese), mentre la gara femminile è andata a Ilaria Zane (DDS).

## Risultati

### Élite uomini
| Pos. | Atleta                   | Società sportiva        | Nuoto    | Bici     | Corsa    | Totale   |
| ---- | ------------------------ | ----------------------- | -------- | -------- | -------- | -------- |
|      | Michele Sarzilla         | Raschiani Tri Pavese    | 00:16:50 | 00:56:02 | 00:30:56 | 01:45:20 |
|      | Luca Facchinetti         | 707 Triathlon Team      | 00:16:46 | 00:56:12 | 00:31:22 | 01:45:45 |
|      | Matthias Steinwandter    | Carabinieri             | 00:17:25 | 00:55:25 | 00:31:51 | 01:46:15 |
| 4    | Andrea Giacomo Secchiero | Fiamme Oro              | 00:17:13 | 00:55:39 | 00:32:10 | 01:46:37 |
| 5    | Nicola Azzano            | Minerva Roma            | 00:16:47 | 00:56:03 | 00:32:16 | 01:46:39 |
| 6    | Massimo De Ponti         | Carabinieri             | 00:16:54 | 00:56:00 | 00:32:24 | 01:46:49 |
| 7    | Valerio Patanè           | CUS Pro Patria Milano   | 00:17:15 | 00:55:32 | 00:32:43 | 01:47:09 |
| 8    | Valerio Cattabriga       | Minerva Roma            | 00:17:01 | 00:55:52 | 00:32:52 | 01:47:19 |
| 9    | Federico Spinazzè        | Silca Ultralite         | 00:17:31 | 00:55:18 | 00:33:00 | 01:47:24 |
| 10   | Alessandro De Angelis    | Minerva Roma            | 00:17:00 | 00:55:54 | 00:33:01 | 01:47:29 |
| 11   | Jakob Sosniok            | Läufer Club Bozen       | 00:17:18 | 00:55:29 | 00:33:07 | 01:47:33 |
| 12   | Dario Chitti             | Sportlife Project UL    | 00:16:50 | 00:56:03 | 00:33:16 | 01:47:36 |
| 13   | Nicolò Ragazzo           | The Hurricane           | 00:16:48 | 00:56:02 | 00:33:17 | 01:47:38 |
| 14   | Nicolò Strada            | Triathlon Team Riccione | 00:16:50 | 00:56:01 | 00:33:13 | 01:47:38 |
| 15   | Federico Zamò            | The Hurricane           | 00:17:16 | 00:55:36 | 00:33:17 | 01:47:45 |
| 16   | Emanuele Faraco          | Terra dello Sport       | 00:17:04 | 00:55:47 | 00:33:21 | 01:47:51 |
| 17   | Davide Bajo              | The Hurricane           | 00:17:19 | 00:55:30 | 00:34:02 | 01:48:28 |
| 18   | Giulio Molinari          | Carabinieri             | 00:17:00 | 00:55:45 | 00:34:10 | 01:48:33 |
| 19   | Federico Pagotto         | Silca Ultralite         | 00:17:27 | 00:55:32 | 00:34:35 | 01:49:06 |
| 20   | Samuele Angelini         | Fiamme Oro              | 00:17:04 | 00:55:46 | 00:34:42 | 01:49:11 |

### Élite donne
| Pos. | Atleta                   | Società sportiva        | Nuoto    | Bici     | Corsa    | Totale   |
| ---- | ------------------------ | ----------------------- | -------- | -------- | -------- | -------- |
|      | Ilaria Zane              | DDS                     | 00:18:51 | 01:01:03 | 00:36:14 | 01:57:39 |
|      | Alessia Orla             | DDS                     | 00:18:49 | 01:00:59 | 00:37:22 | 01:58:46 |
|      | Luisa Iogna-Prat         | DDS                     | 00:18:51 | 01:01:01 | 00:37:25 | 01:58:56 |
| 4    | Alessandra Tamburri      | Minerva Roma            | 00:18:49 | 01:00:57 | 00:37:52 | 01:59:18 |
| 5    | Giorgia Priarone         | 707 Triathlon Team      | 00:20:35 | 01:02:34 | 00:35:34 | 02:00:20 |
| 6    | Costanza Arpinelli       | Minerva Roma            | 00:19:56 | 01:03:15 | 00:35:49 | 02:00:37 |
| 7    | Sara Papais              | T.D. Rimini             | 00:19:09 | 01:03:53 | 00:36:06 | 02:00:55 |
| 8    | Sharon Spimi             | The Hurricane           | 00:18:47 | 01:00:57 | 00:39:50 | 02:01:17 |
| 9    | Federica Parodi          | T.D. Rimini             | 00:19:58 | 01:03:11 | 00:38:21 | 02:03:06 |
| 10   | Lilli Gelmini            | T.D. Rimini             | 00:18:49 | 01:04:18 | 00:38:56 | 02:03:44 |
| 11   | Carlotta Maria Missaglia | Valdigne Triathlon      | 00:19:27 | 01:03:32 | 00:39:41 | 02:04:25 |
| 12   | Beatrice Taverna         | DDS                     | 00:19:57 | 01:03:11 | 00:41:12 | 02:05:59 |
| 13   | Elisa Terrinoni          | Minerva Roma            | 00:19:52 | 01:03:15 | 00:41:48 | 02:06:36 |
| 14   | Asia Mercatelli          | Triathlon Team Riccione | 00:20:43 | 01:07:29 | 00:39:30 | 02:09:34 |
| 15   | Carlotta Bonacina        | Raschiani Tri Pavese    | 00:19:58 | 01:08:17 | 00:40:26 | 02:10:26 |
| 16   | Cristina Ventura         | Magma Team              | 00:19:58 | 01:08:05 | 00:40:49 | 02:10:59 |
| 17   | Nicoletta Santonocito    | Magma Team              | 00:20:38 | 01:07:29 | 00:41:05 | 02:11:14 |
| 18   | Sara Sandrini            | Freezone                | 00:20:44 | 01:07:21 | 00:41:29 | 02:11:31 |
| 19   | Maria Chiara Cortesi     | The Hurricane           | 00:20:35 | 01:07:32 | 00:42:02 | 02:12:02 |
| 20   | Eva Serena               | 333 Triathlon           | 00:23:06 | 01:06:20 | 00:40:49 | 02:12:16 |